# 内斯波洛
内斯波洛（義大利語：Nespolo），是意大利列蒂省的一个市镇。总面积8.66平方公里，人口282人，人口密度32.6人/平方公里（2009年）。ISTAT代码为057046。